# Pershing (Wisconsin)
Pershing es un pueblo ubicado en el condado de Taylor en el estado estadounidense de Wisconsin. En el Censo de 2010 tenía una población de 180 habitantes y una densidad poblacional de 1,94 personas por km².

## Geografía
Pershing se encuentra ubicado en las coordenadas 45°14′54″N 90°52′3″O / 45.24833, -90.86750. Según la Oficina del Censo de los Estados Unidos, Pershing tiene una superficie total de 92.75 km², de la cual 92.39 km² corresponden a tierra firme y (0.38%) 0.35 km² es agua.

## Demografía
Según el censo de 2010, había 180 personas residiendo en Pershing. La densidad de población era de 1,94 hab./km². De los 180 habitantes, Pershing estaba compuesto por el 99.44% blancos, el 0% eran afroamericanos, el 0% eran amerindios, el 0% eran asiáticos, el 0% eran isleños del Pacífico, el 0% eran de otras razas y el 0.56% pertenecían a dos o más razas. Del total de la población el 0.56% eran hispanos o latinos de cualquier raza.